# Société anonyme des Charbonnages de Patience et Beaujonc réunis

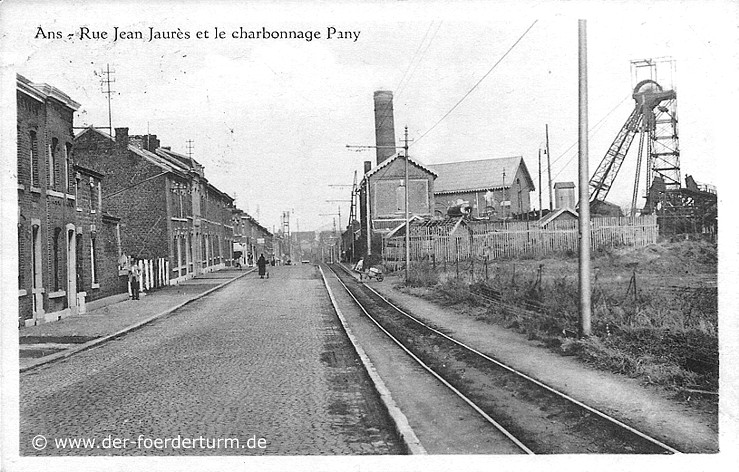
De voormalige mijnzetel Fanny te Ans, met voormalige Spoorlijn 32

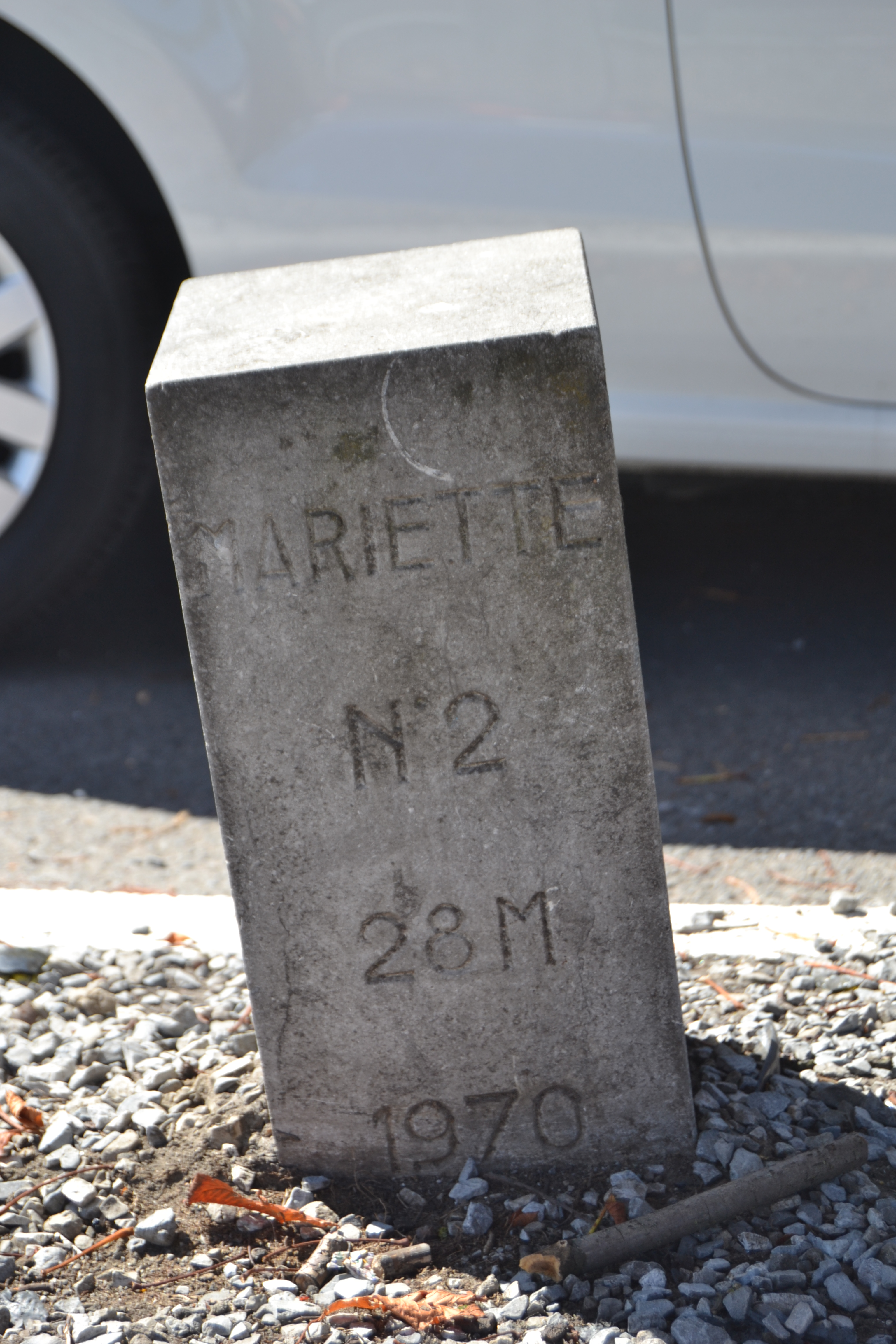
Dichtgemetselde schacht Mariette 2 van de zetel Fanny, tegenwoordig een parkeerterrein

De Société anonyme des Charbonnages de Patience et Beaujonc réunis is een voormalig steenkoolmijnbouwbedrijf dat actief was in het Luiks steenkoolbekken.
De concessie strekte zich uit in Luik, Glain, Saint-Nicolas en Ans, vooral ten westen van Luik gelegen. Activiteiten vonden plaats tot 1969.
De concessie lag ten noorden en oosten van die van de Société anonyme des Charbonnages de l'Espérance et Bonne-Fortune, ten westen van die van de Charbonnages de Bonne-Fin et Bâneux en ten noordwesten van de Société anonyme des Charbonnages de Wérister. Te midden van de concessie ligt een andere concessie, namelijk die van de Société anonyme des Charbonnages de la Grande Bacnure.

## Geschiedenis
De geschiedenis van de Société Beaujonc gaat terug tot de 16e eeuw. In 1817 staakte de maatschappij haar werkzaamheden.
De mijnen van Conquête et Patience en Loffeld behoorden tot dezelfde eigenaar. De activiteiten werden begin 19e eeuw geconcentreerd rond Loffeld, welke in 1836 een schachtbok kreeg en een stoommachine om water weg te pompen. In 1847 werd deze schacht verlaten.
In 1839 werd de Société des Charbonnages de Patience et Beaujonc opgericht. Deze bestond uit de concessies Beaujonc te Glain, Conquête et Patience te Ans, en Loffeld, eveneens te Ans. Later werd deze concessie nog naar het westen uitgebreid, waar exploitatie plaatsvond via de schacht Fanny, waarmee het concessiegebied meer dan 285 ha besloeg.
In 1860 werd de maatschappij omgezet in een naamloze vennootschap. In de 20e eeuw waren er activiteiten op een drietal terreinen: Beaujonc, die sloot in 1929; Fanny te Ans, gesloten in 1942, en Bure aux Femmes, te Glain, die uiteindelijk sloot in 1969.
Naast enkele dichtgestorte schachten is niet veel meer over van dit mijnverleden. Lang bleef een schoorsteen van Bure aux Femmes bestaan, maar deze werd in 2014 gesloopt.